# Казанец, Иван Павлович
Ива́н Па́влович Казане́ц (укр. Іван Павлович Казанець; 12 октября 1918, с. Лоцманская Каменка, Екатеринославский уезд, Екатеринославская губерния, Украинская держава — 15 февраля 2013, Москва, Россия) — советский украинский государственный и партийный деятель. Министр чёрной металлургии СССР (1965—1985). Член ВКП(б) с 1944. Заслуженный металлург Российской Федерации (1996).

## Биография
Родился в украинской крестьянской семье в селе Лоцманская Каменка под Екатеринославом (ныне в черте города Днепр). Род Казанцов – отважные лоцманы, проводившие суда по порожистой части Днепра.
По окончании семилетки учился в Днепропетровском индустриальном техникуме (1933—1937). В 1937—1944 годах работал на Кузнецком металлургическом комбинате (электромонтёр, мастер, инженер техотдела, начальник участка заводских подстанций). От призыва на фронт, как специалист, был освобождён. Окончил в 1944 году Сибирский металлургический институт (вечернее отделение), получил специальность инженера-металлурга по прокатному производству.
В августе 1944 года направлен на восстановление Донбасса, в 1944—1952 годах работал на Енакиевском металлургическом заводе (начальник смены листопрокатного цеха, начальник учебно-курсового комбината, заместитель секретаря парткома завода, начальник цеха, парторг ЦК КПСС). С 1951 года на партийной работе, в 1952—1953 годах 1-й секретарь Енакиевского, затем Макеевского горкомов КПУ (Донецкая обл.).
В 1953 году по предложению и настоянию Н. С. Хрущёва избран на должность 1-го секретаря Донецкого обкома КПУ, где работал в 1953—1960 годах, с февраля 1960 по 1963 год — 2-й секретарь ЦК КПУ. Один из подписантов обращения ЦК КП Украины в ЦК КПСС в 1960 году с просьбой в связи со 100-летием со дня смерти Т. Г. Шевченко рассмотреть вопрос о передаче Государственному музею Т. Г. Шевченко в Киеве его картин, рисунков, рукописей и автографов, находящихся в учреждениях и музеях Москвы, Ленинграда, других городов России.
В марте 1961 года как второй секретарь ЦК КПУ возглавлял государственную комиссию по расследованию причин куренёвской трагедии в Киеве. В 1963—1965 годах председатель Совета Министров УССР.

### Министр чёрной металлургии СССР
В октябре 1965 года Казанец назначен Министром чёрной металлургии СССР. Период работы И. П. Казанца на этом посту отмечен значительным наращиванием объёмов производства, широкомасштабным внедрением передовых мировых технологий и освоением новых видов металлопродукции.
К 1985 году в сравнении с 1965 годом в СССР добыча железной руды, производство чугуна и стали выросли в 1,6 раза, проката — в 1,8 раза, стальных труб — в 2 раза.
Сооружено много новых современных горнорудных и металлургических объектов в России, на Украине, в Казахстане, Белоруссии, Молдавии, Латвии, в том числе:
- построен уникальный горнометаллургический комплекс, включающий Оскольский электрометаллургический комбинат с бездоменной технологией получения стали и Лебединский ГОК;
- впервые в мировой практике освоена выплавка стали в большегрузных конвертерах в комплексе с непрерывной разливкой на Новолипецком металлургическом комбинате;
- построена и введена в эксплуатацию крупнейшая в мире доменная печь объёмом 5500 м³[1] на Череповецком металлургическом комбинате.

Под руководством И. П. Казанца осуществлялись крупномасштабные проекты по строительству металлургических объектов в зарубежных странах. Успешно решались сложные задачи, связанные с выполнением заказов оборонного назначения. Именно во время его руководства с 1975 года СССР перегнал США и Японию по производству основных видов металлургической продукции.
На 20-м съезде партии избирался кандидатом в члены ЦК КПСС (1956—1961); на 22-м, 23-м, 24-м съездах партии — член ЦК КПСС (1961—1986). Депутат Совета Союза Верховного Совета СССР 4—11-го созывов (1958—1989) от Донецкой области (11-й созыв).
С июля 1985 года — персональный пенсионер союзного значения. Работал советником председателя Комитета Российской Федерации по металлургии, консультантом в Корпорации производителей чёрных металлов «Чермет».
Был членом Землячества Донбассовцев г. Москвы.
Похоронен рядом с супругой на Троекуровском кладбище в Москве.

## Награды
- Пять орденов Ленина
- Орден Октябрьской Революции
- многочисленные медали («За трудовое отличие», «За доблестный труд в Великой Отечественной войне 1941—1945 гг.» и др.)
- Заслуженный металлург Российской Федерации (20 апреля 1996) — за заслуги перед государством и многолетний добросовестный труд[2].
- Благодарность Президента Российской Федерации (6 октября 1998) — за большой личный вклад в развитие металлургической промышленности и многолетнюю плодотворную работу[3]
- Почётная грамота Правительства Российской Федерации (9 октября 1998) — за большой личный вклад в развитие металлургической промышленности, многолетний добросовестный труд и в связи с 80-летием со дня рождения
- Почётный гражданин Донецкой области (2007).

### Публикации Казанца
- Казанец И. П. О чёрной металлургии США / И. П. Казанец. — М.: Металургія, 1975. — 199 с.: ил.
- Казанец И. П. Чёрная металлургия в девятой пятилетке / И. П. Казанец. — М.: Металургія, 1972. — 112 с.: ил.
- Казанец И. П. Чёрная металлургия на рубеже новой пятилетки / И. П. Казанец. — М.: Металургія, 1971. — 71 с.: ил.

### Публикации о Казанце
- Казанец Иван Павлович // Годы и люди Донетчины / Авт.-сост. В. И. Ляшко. — К.: Скарбниця: Изд. дом. «Деловая Украина», 2001. — С. 98-100, 118—125.
- Казанец Иван Павлович // Годы и люди Донетчины / Авт.-сост. В. И. Ляшко. — 2-е изд., доп. — К.: Изд-во Европ. ун-та, 2004. — С. 184—185.
- Казанец Иван Павлович // БСЭ. — 3-е изд. — М., 1975. — Т. 11. — С. 137.
- Казанець Іван Павлович // Рад. енцикл. історії України. — К., 1970. — Т. 2. — С. 287.
- Казанець Іван Павлович // УРЕ. — К., 1961. — Т. 6. — С. 59-60.
- Казанец Иван Павлович // УСЭ. — К., 1980. — Т. 4. — С. 392.